# Cambiac
Cambiac (okzitanisch gleichlautend) ist eine französische Gemeinde mit 228 Einwohnern (Stand: 1. Januar 2022) im Département Haute-Garonne in der Region Okzitanien (vor 2016 Midi-Pyrénées). Sie gehört zum Arrondissement Toulouse und zum Kanton Revel. Die Einwohner werden Cambiacois genannt.

## Lage
Cambiac liegt in der Kulturlandschaft des Lauragais, 33 Kilometer südöstlich von Toulouse. Umgeben wird Cambiac von den Nachbargemeinden Caraman im Norden und Nordwesten, Auriac-sur-Vendinelle im Osten und Nordosten, Maurens im Süden sowie Beauville im Südwesten und Westen.

## Bevölkerungsentwicklung
| Jahr                       | 1962 | 1968 | 1975 | 1982 | 1990 | 1999 | 2006 | 2013 | 2020 |
| Einwohner                  | 156  | 139  | 115  | 149  | 188  | 170  | 173  | 217  | 227  |
| Quellen: Cassini und INSEE |      |      |      |      |      |      |      |      |      |

## Sehenswürdigkeiten
- Schloss aus dem 15. Jahrhundert, seit 2001 Monument historique
- Kirche Saint-Étienne, erbaut 1570 und 1874

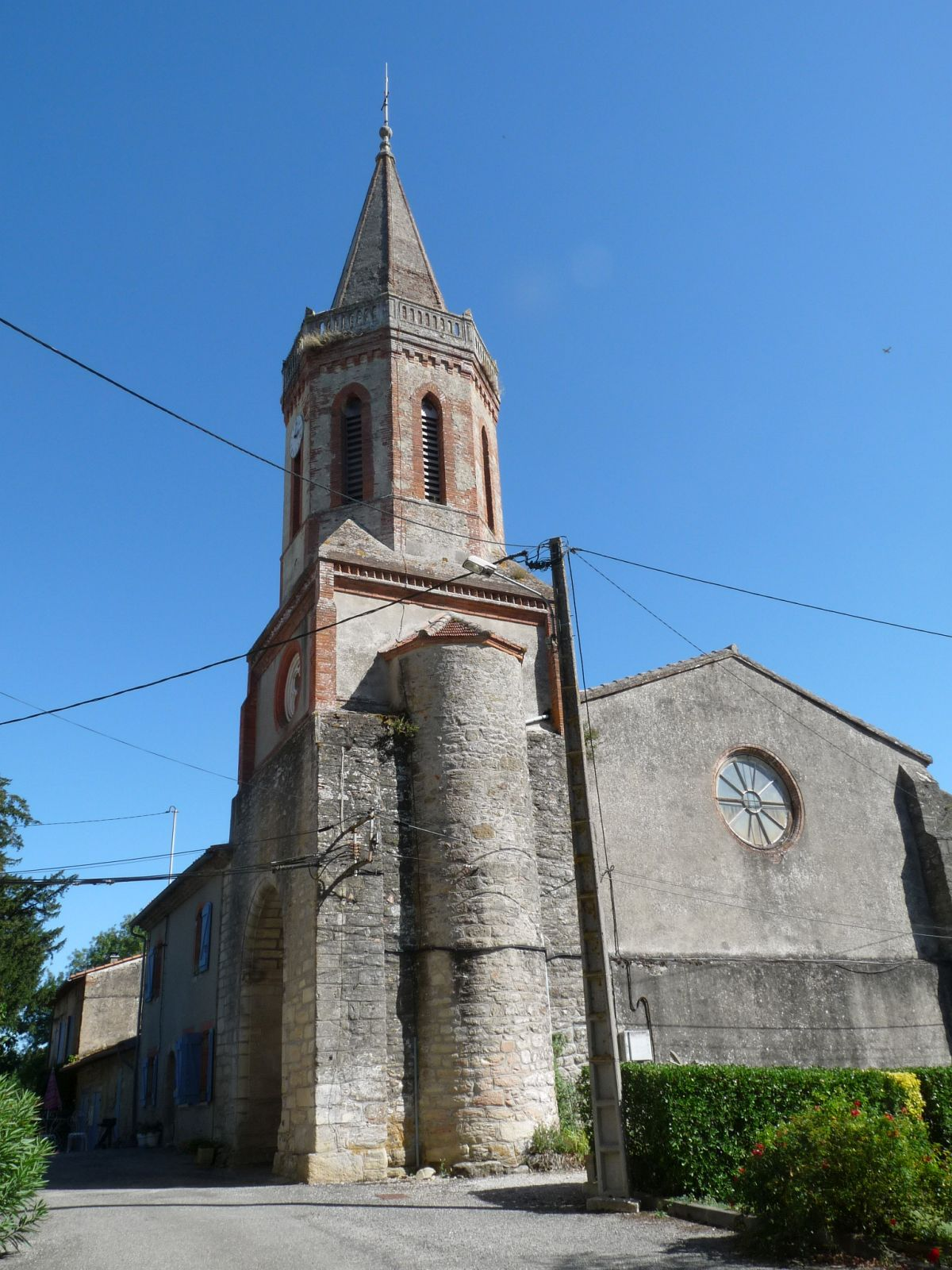
Kirche Saint-Étienne
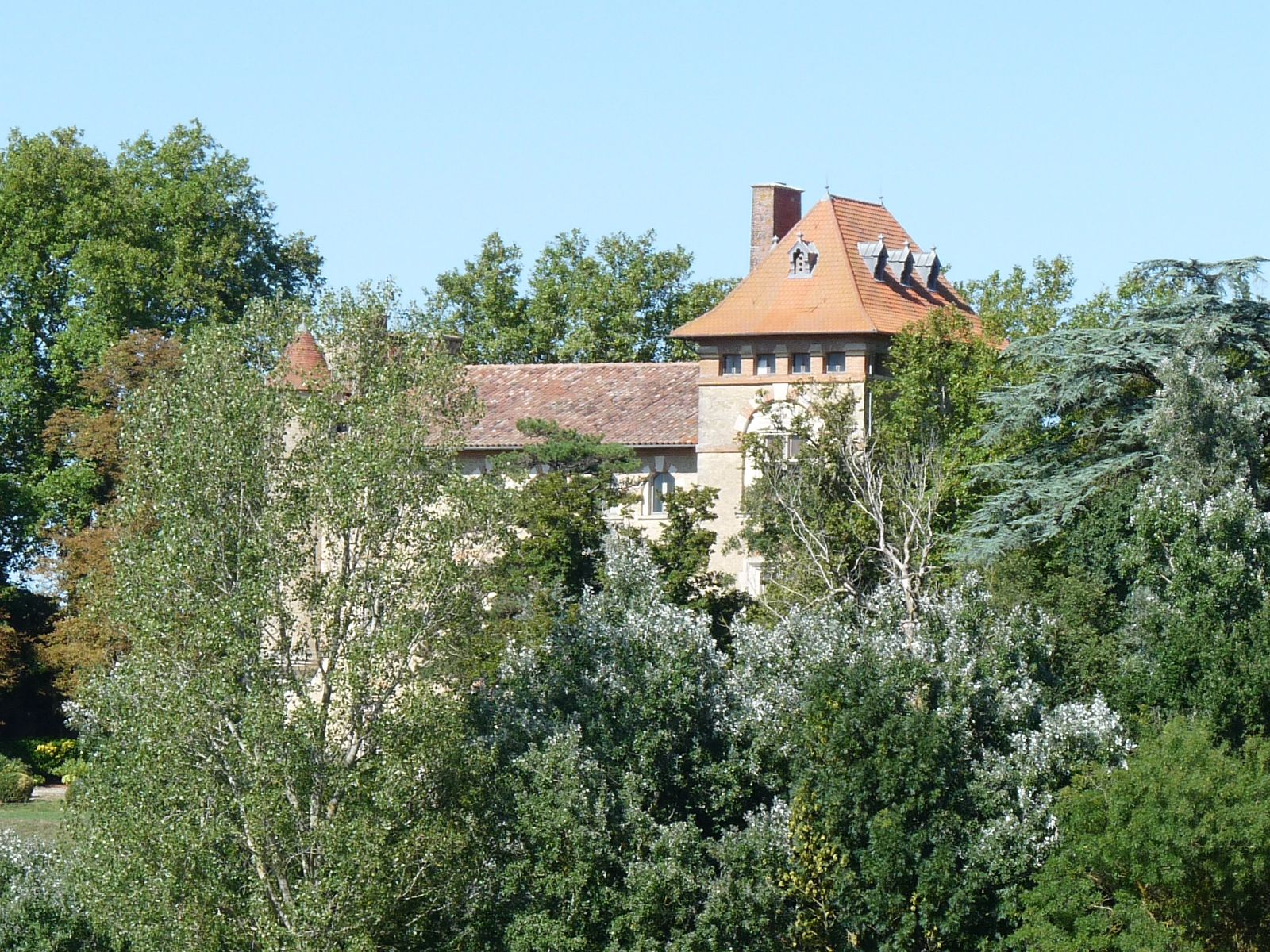
Schloss Cambiac
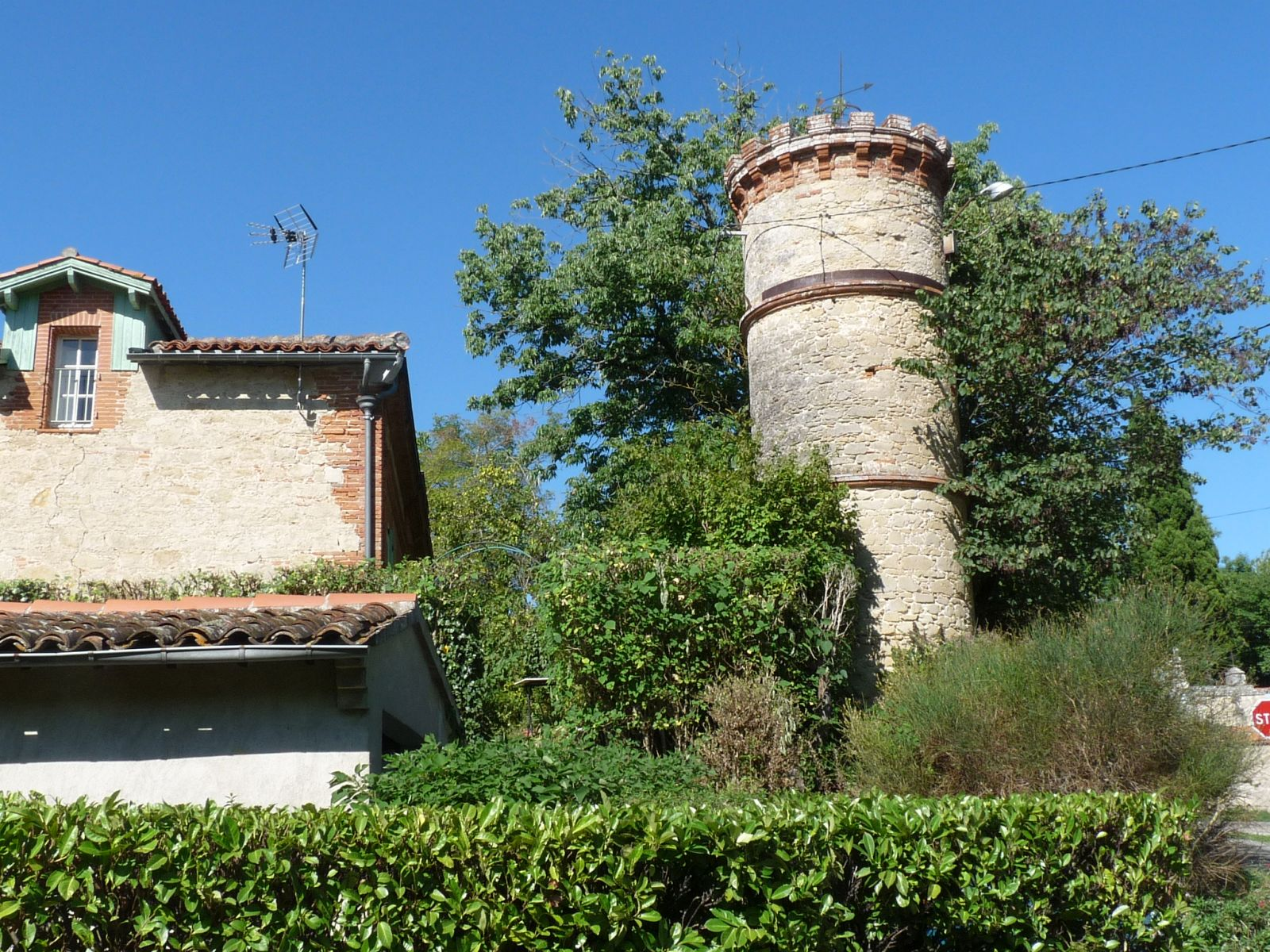
Turm
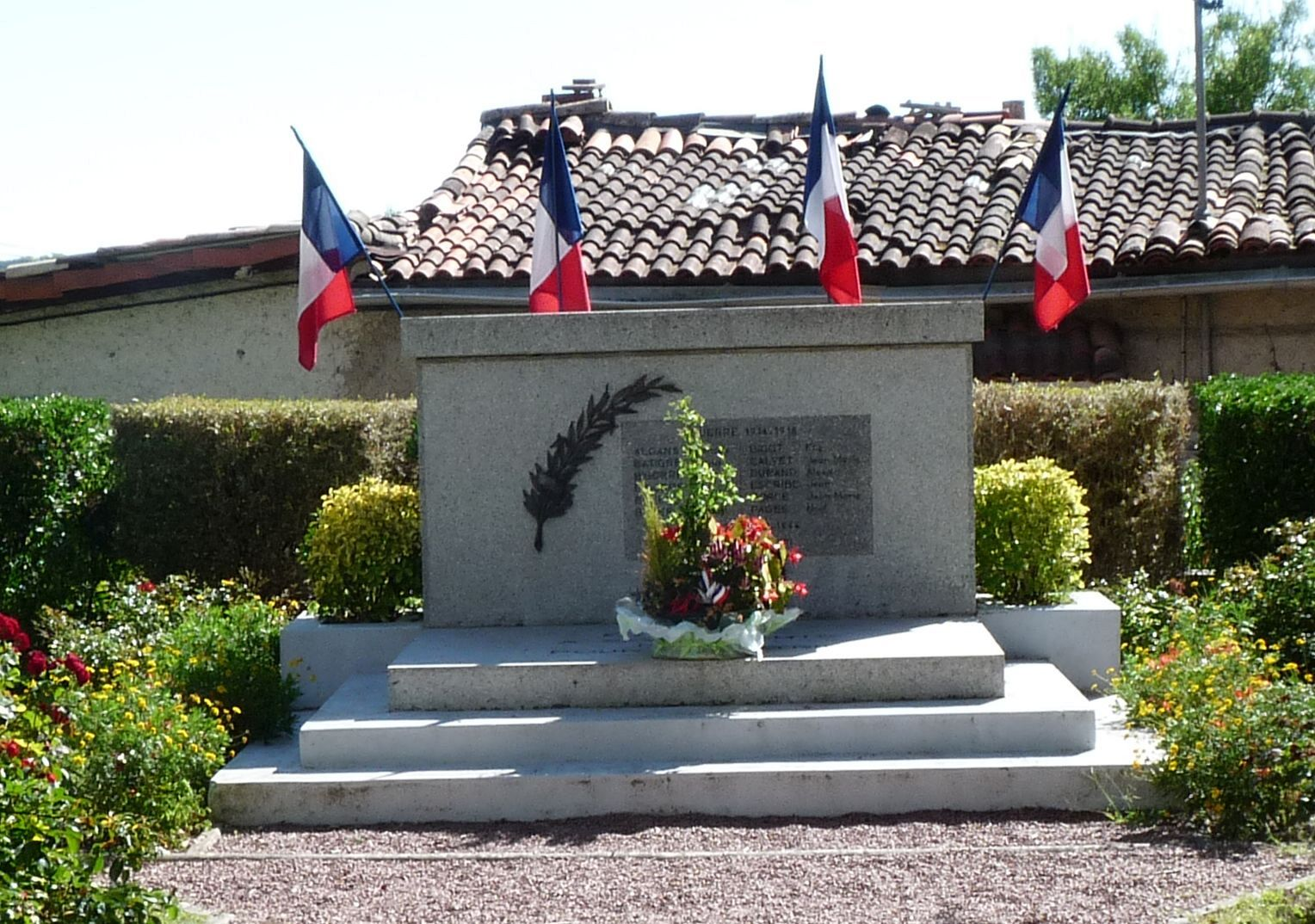
Gefallenendenkmal